# Toulon Espoirs-toernooi
De Tournoi Espoirs de Toulon of het Espoirs-toernooi in Toulon is een jaarlijks terugkerend prestigieus voetbaltoernooi dat sinds 1967 voor nationale jeugdelftallen wordt georganiseerd in het Zuid-Franse departement Var. De finale vindt plaats in Toulon.

## Historisch overzicht
| Editie | Winnaar    | Runner-Up         | Uitslag | Topscorer                          |
| 1990   | Engeland   | Tsjecho-Slowakije | 2-1     | Mark Robins                        |
| 1991   | Engeland   | Frankrijk         | 1-0     | Alan Shearer                       |
| 1992   | Portugal   | Joegoslavië       | 2-1     | Rui Costa                          |
| 1993   | Engeland   | Frankrijk         | 1-0     | Florian Maurice                    |
| 1994   | Engeland   | Portugal          | 2-0     | Bob Peeters                        |
| 1995   | Brazilië   | Frankrijk         | 1-0     | Franck Histilloles                 |
| 1996   | Brazilië   | Frankrijk         | 7-6     | Nuno Gomes                         |
| 1997   | Frankrijk  | Portugal          | 2-1     | Thierry Henry                      |
| 1998   | Argentinië | Frankrijk         | 2-0     | Emile Heskey                       |
| 1999   | Colombia   | Argentinië        | 6-5     | Johnnier Montaño                   |
| 2000   | Colombia   | Portugal          | 3-1     | Tressor Moreno                     |
| 2001   | Portugal   | Colombia          | 2-1     | Djibril Cissé                      |
| 2002   | Brazilië   | Italië            | 2-0     | Satoshi Nakayama                   |
| 2003   | Portugal   | Italië            | 3-1     | German Herrera                     |
| 2004   | Frankrijk  | Zweden            | 1-0     | Bryan Bergougnoux                  |
| 2005   | Frankrijk  | Portugal          | 4-1     | Ricardo Vaz Tê                     |
| 2006   | Frankrijk  | Nederland         | 5-3     | David Gigliotti                    |
| 2007   | Frankrijk  | China             | 3-1     | Kevin Gameiro                      |
| 2008   | Italië     | Chili             | 1-0     | Sekou Cissé                        |
| 2009   | Chili      | Frankrijk         | 1-0     | Diego Buonanotte                   |
| 2010   | Ivoorkust  | Denemarken        | 3-2     | Nicki Bille Nielsen                |
| 2011   | Colombia   | Frankrijk         | 1-1     | Steeven Joseph-Monrose             |
| 2012   | Mexico     | Turkije           | 3-0     | Marco Fabián                       |
| 2013   | Brazilië   | Colombia          | 1-0     | Vinícius Araújo José Abella Aladje |
| 2014   | Brazilië   | Frankrijk         | 5-2     | Jean-Christophe Bahebeck           |
| 2015   | Frankrijk  | Marokko           | 3-1     | Achraf Bencharki Enzo Crivelli     |
| 2016   | Engeland   | Frankrijk         | 2-1     | Lewis Baker                        |
| 2017   | Engeland   | Ivoorkust         | 1-1     | Harvey Barnes George Hirst         |

## Prijzen

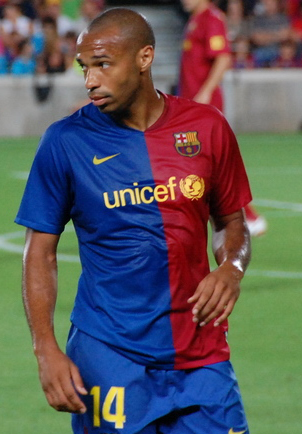
Thierry Henry, topschutter en "Best Young Player" in 1997.

### Best Young Player
| Jaar | Speler                  | Leeftijd tijdens toernooi | Team              |
| ---- | ----------------------- | ------------------------- | ----------------- |
| 2016 | Ruben Loftus-Cheek      | 20 jaar                   | Engeland          |
| 2015 | Walid El Karti          | 20 jaar                   | Marokko           |
| 2014 | Rodrigo Caio            | 20 jaar                   | Brazilië          |
| 2013 | Yuri Mamute             | 18 jaar                   | Brazilië          |
| 2012 | Hector Miguel Herrera   | 22 jaar                   | Mexico            |
| 2011 | James Rodríguez         | 19 jaar                   | Colombia          |
| 2010 | Serges Deblé            | 21 jaar                   | Ivoorkust         |
| 2009 | Diego Buonanotte        | 21 jaar                   | Argentinië        |
| 2008 | Sebastian Giovinco      | 21 jaar                   | Italië            |
| 2007 | Kevin Gameiro           | 20 jaar                   | Frankrijk         |
| 2006 | Ricardo Faty            | 20 jaar                   | Frankrijk         |
| 2005 | Arnold Mvuemba          | 20 jaar                   | Frankrijk         |
| 2004 | Rio Mavuba              | 20 jaar                   | Frankrijk         |
| 2003 | Javier Mascherano       | 19 jaar                   | Argentinië        |
| 2002 | 'Pinga'                 | 22 jaar                   | Brazilië          |
| 2001 | Felipe Chara            | 20 jaar                   | Colombia          |
| 2000 | Tressor Moreno          | 21 jaar                   | Colombia          |
| 1999 | Guillermo Pereyra       | 19 jaar                   | Argentinië        |
| 1998 | Juan Román Riquelme     | 20 jaar                   | Argentinië        |
| 1997 | Thierry Henry           | 20 jaar                   | Frankrijk         |
| 1996 | Adaílton Martins Bolzan | 17 jaar                   | Brazilië          |
| 1995 | Vikash Dhorasoo         | 22 jaar                   | Frankrijk         |
| 1994 | Régis Genaux            | 21 jaar                   | België            |
| 1993 | Florian Maurice         | 19 jaar                   | Frankrijk         |
| 1992 | Rui Costa               | 20 jaar                   | Portugal          |
| 1991 | Alan Shearer            | 21 jaar                   | Engeland          |
| 1990 | Radim Nečas             | 21 jaar                   | Tsjecho-Slowakije |

### Ranglijst
- Frankrijk - 12 titels
- Brazilië - 8 titels
- Argentinië - 4 titels
- Engeland - 5 titels
- Colombia - 3 titels